# 9K33 Osa
9K33 Osa (română viespe; Cod NATO SA-8 Gecko) este un sistem de rachete tactice sol-aer foarte mobil, de o altitudine mică, rază scurtă, proiectat în Uniunea Sovietică. Numele versiunii sale de export este Romb.

## Legături externe
- AIR-DEFENCE MISSILE LAUNCHER 9K33 "OSA"( 9A33 -CARRIER, 9M33 – MISSILES)(SA-8 GECKO) – Walk around photos
- SA-8 Gecko 9K33 OSA Ground-to-air missile system Arhivat în 28 septembrie 2017, la Wayback Machine.
- 9K33M2 OSA-AK (SA-8B Gecko) Simulator